# Elena Gorolová
Elena Gorolová (2 januari 1969) is een Tsjechische, die in haar land de mensenrechten verdedigt. Ze is actief als sociaal werkster in Ostrava en is Roma.
Ze werd, toen ze 21 jaar oud was, in 1980, in een ziekenhuis gedwongen gesteriliseerd nadat ze haar tweede zoon had gebaard. Ze had nog gehoopt een derde kind te gaan krijgen, dus heeft geen geïnformeerde toestemming gegeven om zich te laten steriliseren.
Ze heeft vanaf dat moment campagne gevoerd tegen gedwongen sterilisatie en discriminatie van Romavrouwen in Tsjechië. Ze heeft voor schadeloosstelling gepleit en voor bewustwording met betrekking tot gedwongen sterilisatie. Ze is woordvoerster van de 'Vrouwen die geschaad zijn door gedwongen sterilisatie' en lid van de Tsjechische organisatie Vzájemné soužití, Samenleven.
Ze is in november 2018 door de BBC tot een van de 100 meest inspirerende en invloedrijke vrouwen van de wereld uitgeroepen van 2018.